# Donji Pustakovec
Donji Pustakovec is een plaats in de gemeente Donji Kraljevec in de Kroatische provincie Međimurje. De plaats telt 341 inwoners (2001).